# Jacques-Constantin Périer
Pour les articles homonymes, voir Perier.
Jacques-Constantin Périer (Paris, 2 novembre 1742 - Paris, 16 août 1818) est un ingénieur français autodidacte et homme d'affaires qui a fondé avec son frère la Compagnie des eaux de Paris, société au cœur des grandes spéculations boursières sous Louis XVI.
Il est connu pour avoir introduit en France la machine à vapeur de Watt en 1779 et avoir construit la première machine à double effet en 1789, six ans seulement après Watt grâce aux indications recueillies par Agustín de Betancourt lors d'une visite des Albion Mills (en) de Southwark à Londres.

## Biographie
Son père Joseph-Constantin Périer est receveur général des domaines et bois de la généralité d'Alençon.
Sa première invention fut une pompe centrifuge.
Il est protégé par le duc de Chartres et le duc d'Orléans.

## L’alimentation en eau de Paris
Avec son frère Auguste Charles, lui aussi homme d’affaires, il a le projet d’alimenter en eau la ville de Paris par une pompe à feu comme c’est le cas à Londres. Il obtient la concession en 1777 et il fonde la Compagnie des eaux de Paris en 1778.
En 1779, James Watt accorde le droit de construire des machines de son invention, fournissant les plans. La pompe à vapeur de Chaillot est installée en 1781, incluant des éléments fournis par Boulton & Watt. La machine est mise en service en 1781 pour pomper l’eau de la Seine et la distribuer par des canalisations dans Paris.
Watt détenait en 1778 un privilège de la commercialisation de sa machine en France, privilège dont passe outre Périer, qui en commercialisera également. En 1786, Watt se voit indemnisé d'un montant de 51 600 livres. À ce sujet, Périer écrit en 1810 : « Je ne suis point l'inventeur des machines à vapeur. Mais je suis le créateur de cette branche d'industrie en France ».
Renvoyés de la société, les frères Périer intentent un procès pour se voir restituer 300 actions et obtiennent une dédommagement financier de 1 200 000 livres,. Des difficultés apparaissent pour l'application de cet arrêt et une pétition est adressée à l'Assemblée nationale, lue en séance publique du 24 décembre 1790 et renvoyée en commission.
Jacques-Constantin Périer est également associé avec Nicolas Bettinger et intéressé avec lui dans l’exploitation de la fonderie et forge de canons d’Indret, en aval de Nantes.
La rue des Frères-Périer se trouve à l’emplacement de cette ancienne pompe de Chaillot, dans l'actuel 16e arrondissement,.

## Machines de rotation de Littry
Au début du XIXe siècle, les frères Périer ont fabriqué des machines d'extraction à vapeur dites « de rotation » pour plusieurs fosses des houillères de Littry. L'une d'entre elles est conservée au musée de la mine du Molay-Littry ; c'est la plus ancienne machine à vapeur préservée en France.

La machine de rotation.
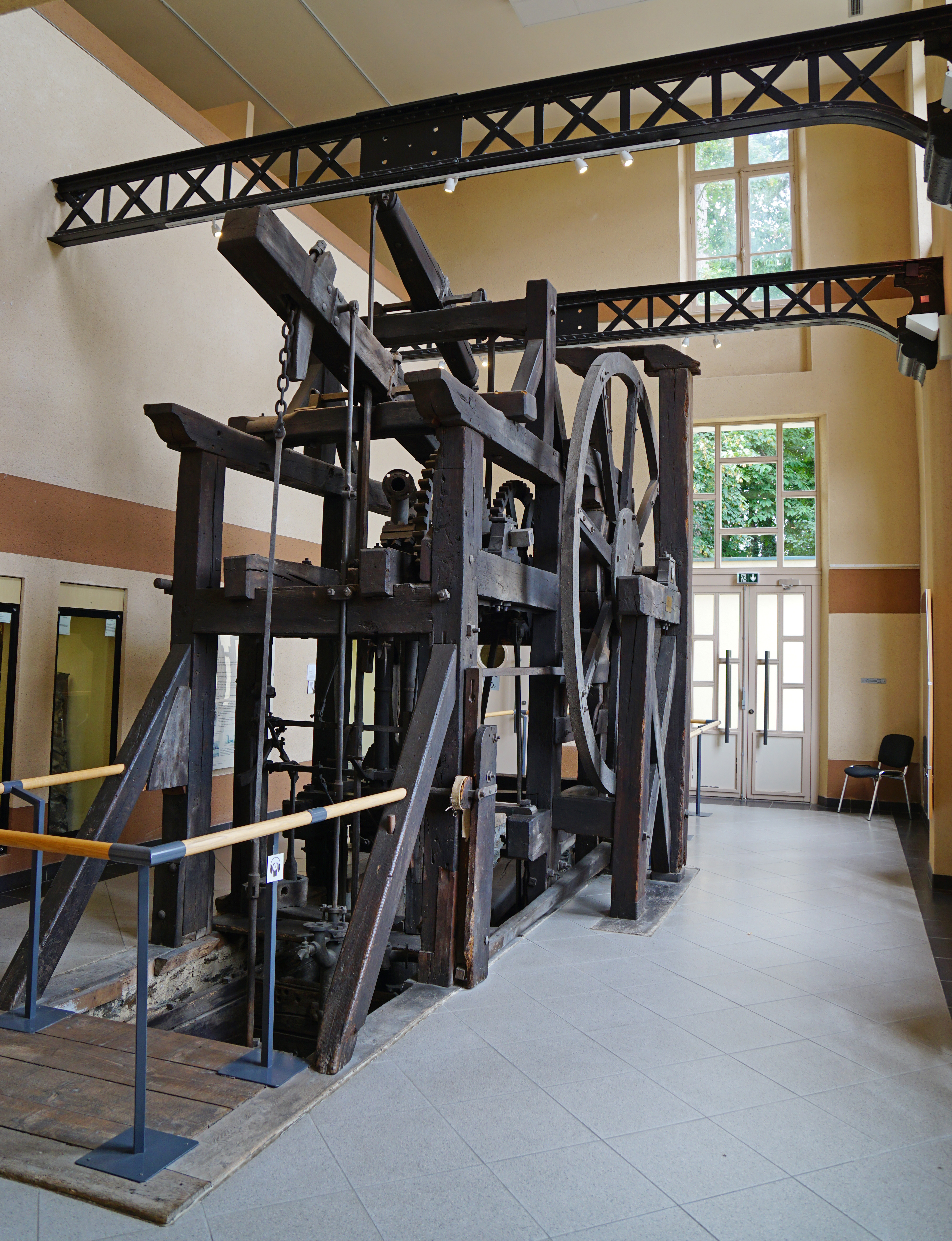
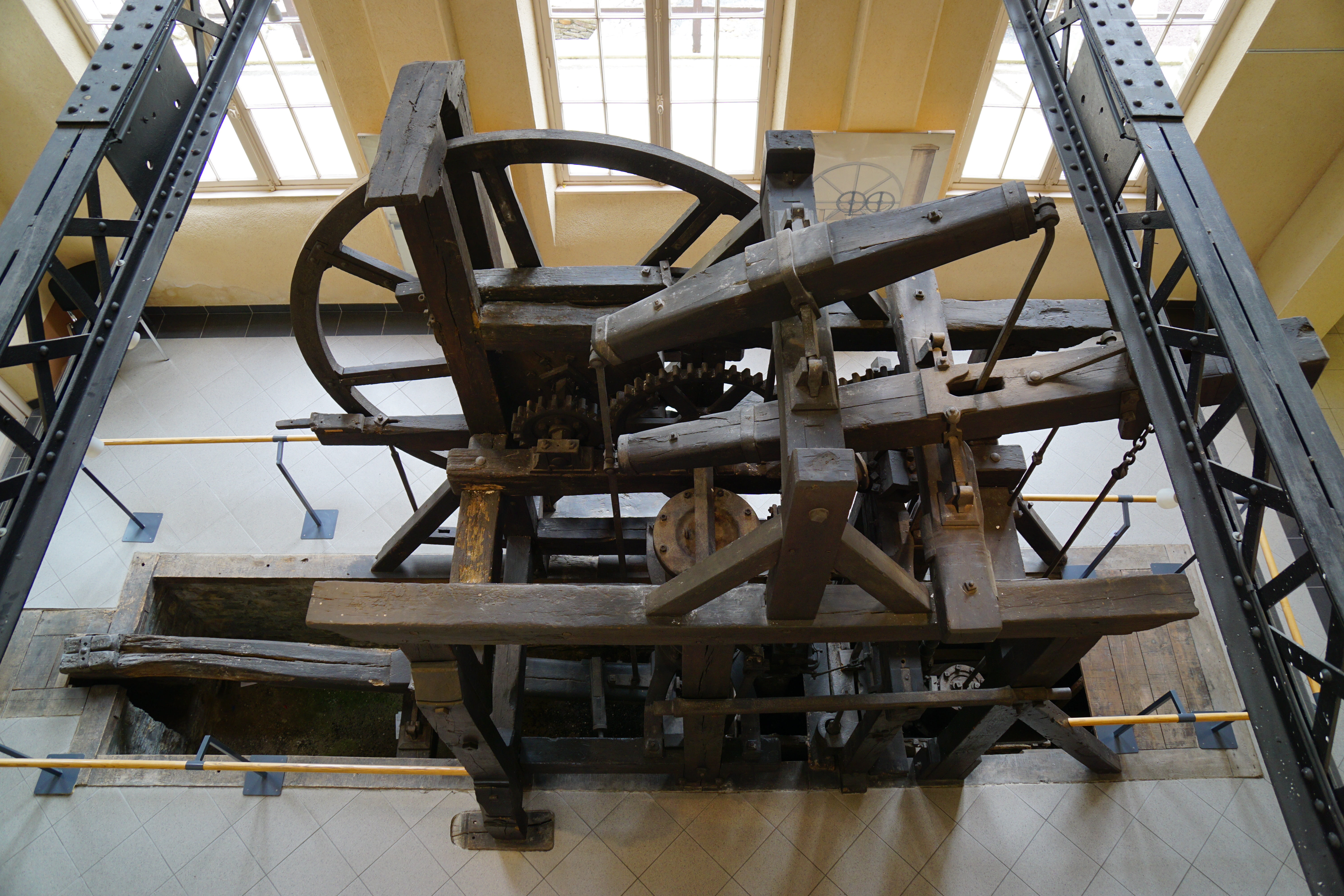
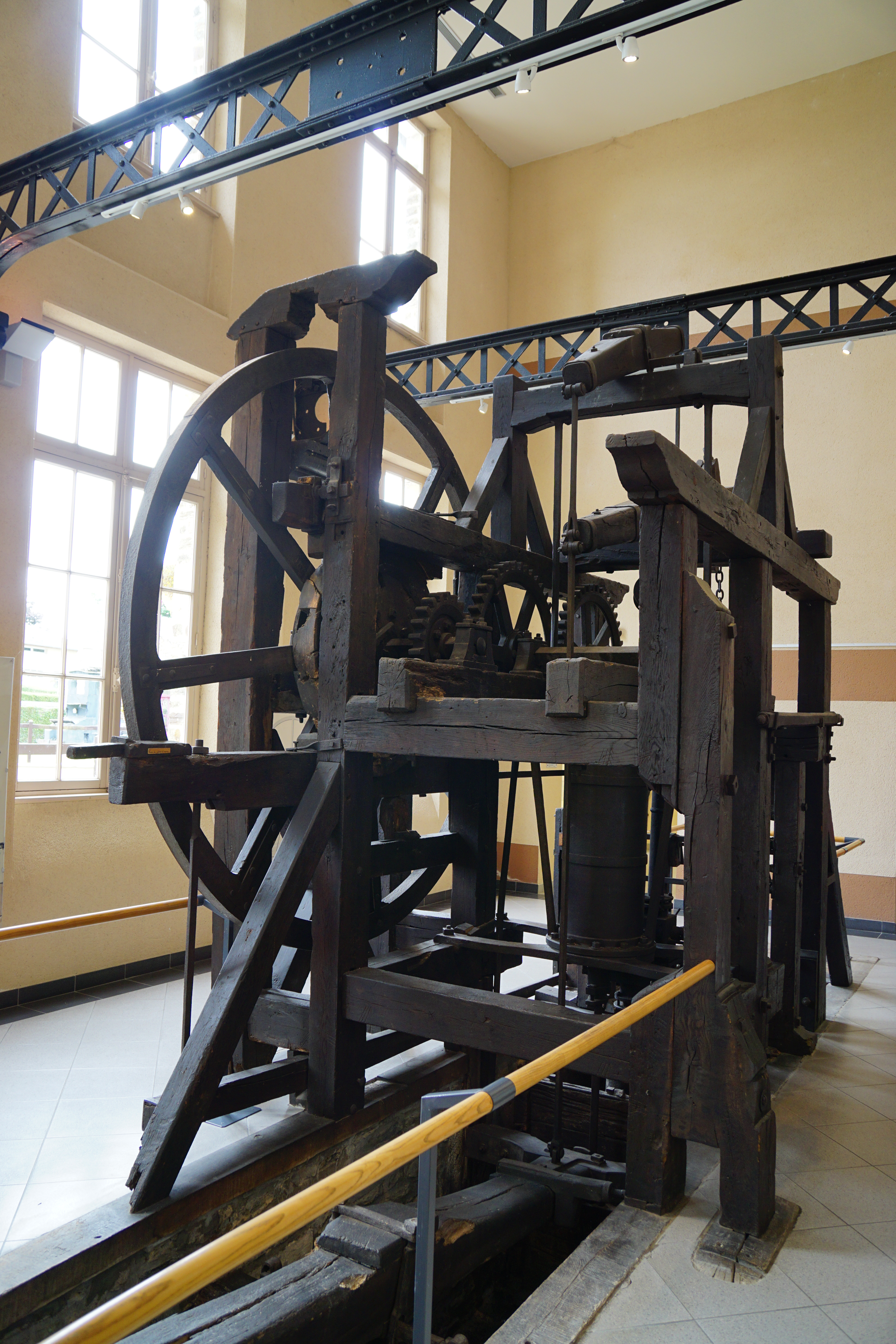
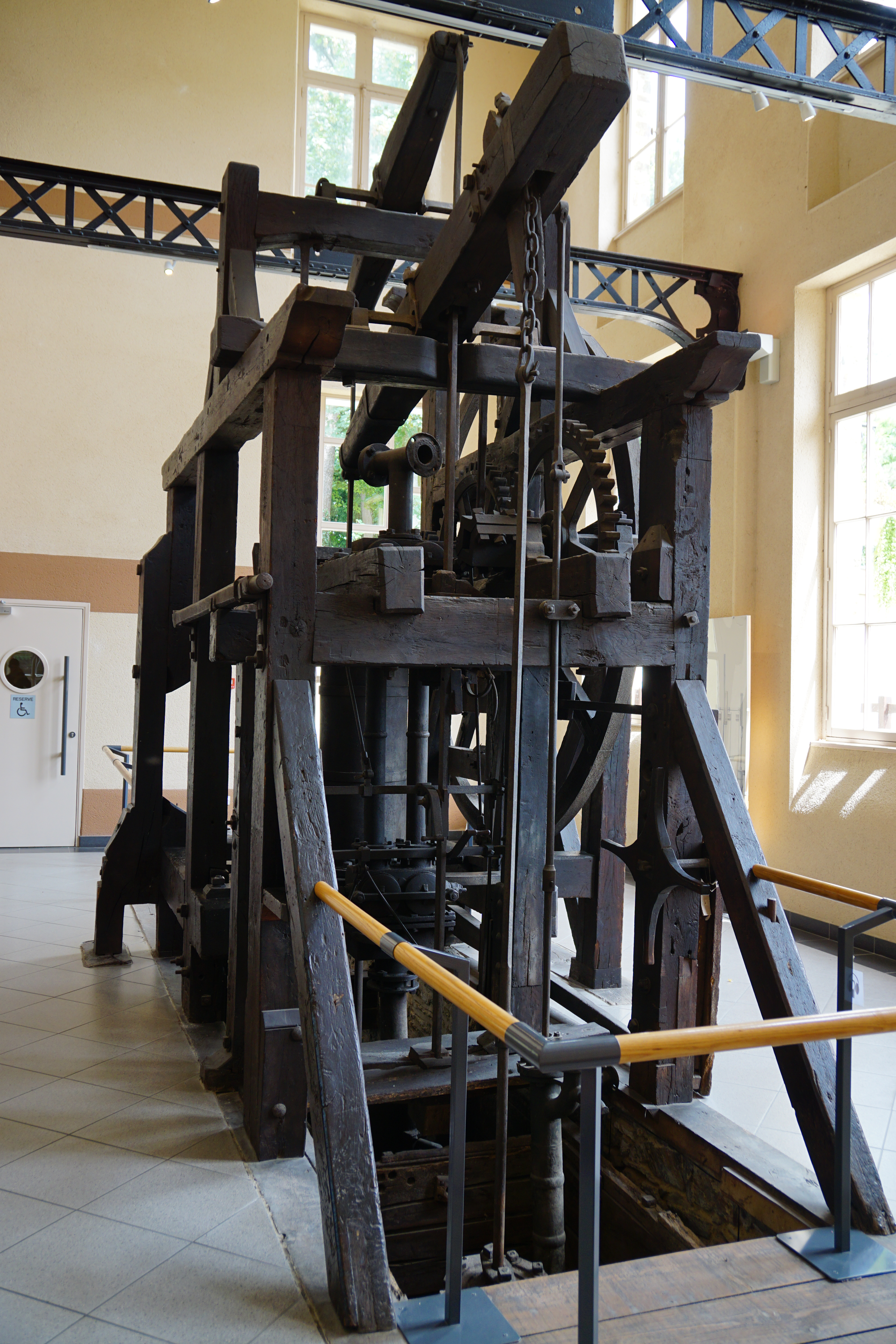

## Biographie
- Jacques Payen, Capital et machine à vapeur au XVIIIe siècle ; Les Frères Périer et l'introduction en France de la machine à vapeur de Watt, Paris, Mouton et Cie, coll. « École pratique des hautes études. 6e section. Sciences économiques et sociales. Histoire des sciences et des techniques. 1 », 1969, 323 p. (BNF 33130715, présentation en ligne).